# Lorenzo Priuli (doge)
 (août 2024).
Si vous disposez d'ouvrages ou d'articles de référence ou si vous connaissez des sites web de qualité traitant du thème abordé ici, merci de compléter l'article en donnant les références utiles à sa vérifiabilité et en les liant à la section « Notes et références ».
Pour les articles homonymes, voir Lorenzo Priuli.
Lorenzo Priuli est le 82e doge de Venise élu en 1556, son dogat dure jusqu'en 1559.
Lorenzo Priuli est un homme très cultivé et de belle prestance. il gouverne sans être confronté à d'importants évènements à part quelques épidémies et quelques montées des eaux qui provoquent des dommages non irréparables.

## Biographie
Lorenzo Priuli  est le fils de  Alvise e Chiara Lion. Il étudie les auteurs classiques et la philosophie et il fait une petite carrière d'administrateur public avec des charges surtout civiles, podestat, camerlingue, quelques ambassades. Il est nommé chevalier.
Il épouse Zilia Dandolo dont il a un seul fils qui, comme le raconte les chroniques ainsi que le doge dans son testament, est assez rebelle. Avec ce discret parcours, Priuli se présente comme candidat en 1556, à la mort de  Francesco Veniero.

### Le dogat
Parmi les quatre concurrents au dogat, Priuli et  Stefano Tiepolo sont les seuls qui peuvent prétendre au poste; le renoncement et la mort de  Tiepolo lui ouvre la route et le 14 juin 1556 il monte sur le trône.
Pour son couronnement, il réalise beaucoup de fêtes qui resteront présents dans la mémoire du peuple jusqu'aux fêtes de couronnement de la dogaressa Morosina Morosini, femme du doge Marino Grimani, en 1597.
Le dogat se passe sans évènements importants hormis quelques épidémies et en politique extérieure, la stricte neutralité de Venise lors de la confrontation qui oppose la France à l'Espagne pour la domination de l'Italie.
La paix de Cateau-Cambrésis (1559) permet à l'Espagne de triompher qui devient rapidement un concurrent direct de Venise et tente, plusieurs fois, de déstabiliser l'état vénitien comme lors de la conspiration de  Bedmar, 1618).
Priuli n'assiste pas à ses évènements car il meurt le  17 août 1559 à 70 ans.

## Tombeau
Son tombeau se trouve dans l'église San Salvador. Il s'agit d'un double tombeau pour lui et pour son frère Girolamo. Le tombeau est construit entre 1578 et 1582, et conçu par Cesare Franco.

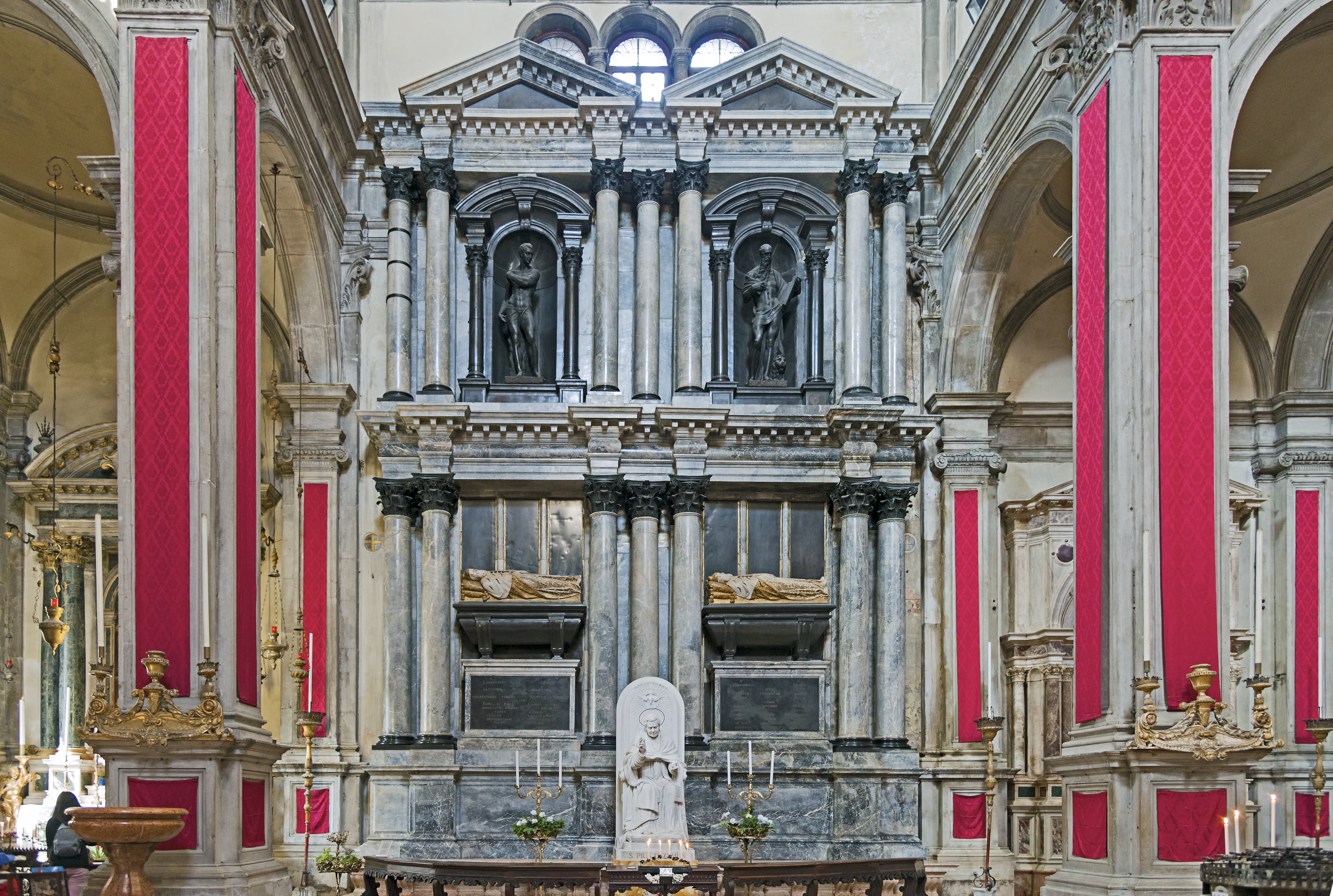
Monument et tombe des doges Lorenzo et Gerolamo Priuli, par Cesare Franco.